# Japanische Badmintonmeisterschaft 1971
Die Japanische Badmintonmeisterschaft 1971 fand vom 7. bis zum 12. Dezember 1971 im Yoyogi National Gymnasium in Tokio statt. Es war die 25. Austragung der nationalen Titelkämpfe im Badminton in Japan.

## Medaillengewinner
| Disziplin    | Gold                        | Silber                             | Bronze                            |
| ------------ | --------------------------- | ---------------------------------- | --------------------------------- |
| Herreneinzel | Shoichi Toganoo             | Ippei Kojima                       | Kenji Suzuki                      |
| Herreneinzel | Shoichi Toganoo             | Ippei Kojima                       | Junji Honma                       |
| Dameneinzel  | Noriko Nakayama             | Hiroe Yuki                         | Hiroko Takasaki                   |
| Dameneinzel  | Noriko Nakayama             | Hiroe Yuki                         | Kiyoko Shibayama                  |
| Herrendoppel | Nobutaka Ikeda Kenji Suzuki | Tsutomu Imaizumi Hiroyuki Kawamura | Mikio Monma Junichi Kido          |
| Herrendoppel | Nobutaka Ikeda Kenji Suzuki | Tsutomu Imaizumi Hiroyuki Kawamura | Masaharu Kusajima Mitsuo Tadokoro |
| Damendoppel  | Noriko Nakayama Hiroe Yuki  | Machiko Aizawa Etsuko Takenaka     | Mika Ikeda Mutsuko Shiozaki       |
| Damendoppel  | Noriko Nakayama Hiroe Yuki  | Machiko Aizawa Etsuko Takenaka     | Kiyoko Shibayama Hiroko Takasaki  |
| Mixed        | Eiichi Sakai Hiroe Amano    | Hiroshi Sugita Yoshiko Sugita      | Kenji Suzuki Yoko Naraoka         |
| Mixed        | Eiichi Sakai Hiroe Amano    | Hiroshi Sugita Yoshiko Sugita      | Yoshiteru Hoshino Haruko Doi      |